# Lappföldi ujjaskosbor
A lappföldi ujjaskosbor (Dactylorhiza lapponica) a kosborfélék családjába tartozó, Európában honos, lápréteken élő, Magyarországon védett növényfaj.

## Megjelenése
A lappföldi ujjaskosbor 10-25 (40) cm magas, lágyszárú, évelő növény. Szárának felső része vörösesen-ibolyásan elszíneződik. 3-4 levelének alakja keskeny- vagy széleslándzsás, felső oldalukon vörösbarnán vagy feketésen pettyesek, hosszuk 3-12 cm, szélességük 0,5-1,5 cm. A legfelső szárlevelek 1,5-3 cm-esek, nem érik el a virágzatot. A virágzat murvalevelei 1,3-1,8 cm hosszúak, 0,3-0,4 cm szélesek, színük bíboros.       
Májustól júliusig virágzik. Virágzata 3-15 (20), sötétbíbor vagy vörösibolyás virágból álló fürt. Az oldalsó külső lepellevelek elállók, gyakran foltosak, hosszuk 6-9 mm, szélességük 2,2-3,2 mm. A középső külső lepellevél és a belső lepellevelek sisakká borulnak össze. A mézajak hossza 4,5-9 mm, szélessége 6-11 mm, háromkaréjú, a középső lebenyen világosabb alapon vöröses vagy sötétbíbor rajzolat látható.  A sarkantyú enyhén lefelé hajlik, hossza 6,5-9 mm, vastagsága 1,4-3,3 mm.
Termése 10-13 mm hosszú, 5-6 mm vastag toktermés.

## Elterjedése
Európai faj, elsősorban Skandináviában és az Alpokban fordul elő, illetve szórványosan a közép-európai hegyvidékeken is megtalálható egy-egy állománya 140-2400 m magasság között. Magyarországon egyetlen helyről ismert, az Ikva-síkon, Ebergőc mellett.   

## Életmódja
Üde lápréteken, forráslápokon él. Hazai élőhelye üde léprét kiszáradása után visszamaradt kékperjés láprét, ahol a mélyebben fekvő részekre húzódott vissza. Itteni kísérőnövényei a barna sás, a lápi sás és a nagy szittyó. Kimondottan fény- és vízigényes. Inkább a meszes talajt kedveli, élőhelyein a talaj pH-ját 6,5-8 közöttinek mérték. Norvégiában élettartama 6-11 év közöttinek bizonyult.    
Az éghajlattól függően május vége és július vége között virágzik (Magyarországon május vége-júniusban). Megporzásáról különböző rovarok gondoskodnak. A megtermékenyülés hatékonysága 38-43%-os. Nemzetségének számos tagjával hibridizálódhat (széleslevelű, erdei, hússzínű ujjaskosbor), de előfordulnak nemzetségközi hibridjei is a szúnyoglábú és az illatos bibircsvirággal. Magyarországon a széleslevelű és hússzínű ujjaskosborral él egy élőhelyen és megfigyelhetők átmeneti jellegű egyedek, amelyek feltehetően hibridek. 

## Természetvédelmi helyzete
A lappföldi ujjaskosbor nem túl nagy területen elterjedt, általában ritka faj, de létszámának jelentősebb visszaesése a közeljövőben nem várható. A Természetvédelmi Világszövetség Vörös listáján "nem fenyegetett" státusszal szerepel. Elsősorban élőhelyének megváltozása, a lápok lecsapolása, eutrofizációja jelent számára veszélyt. Magyarországi állománya néhány tíz tövet számlál. 1982 óta védett, természetvédelmi értéke 10 000 Ft.

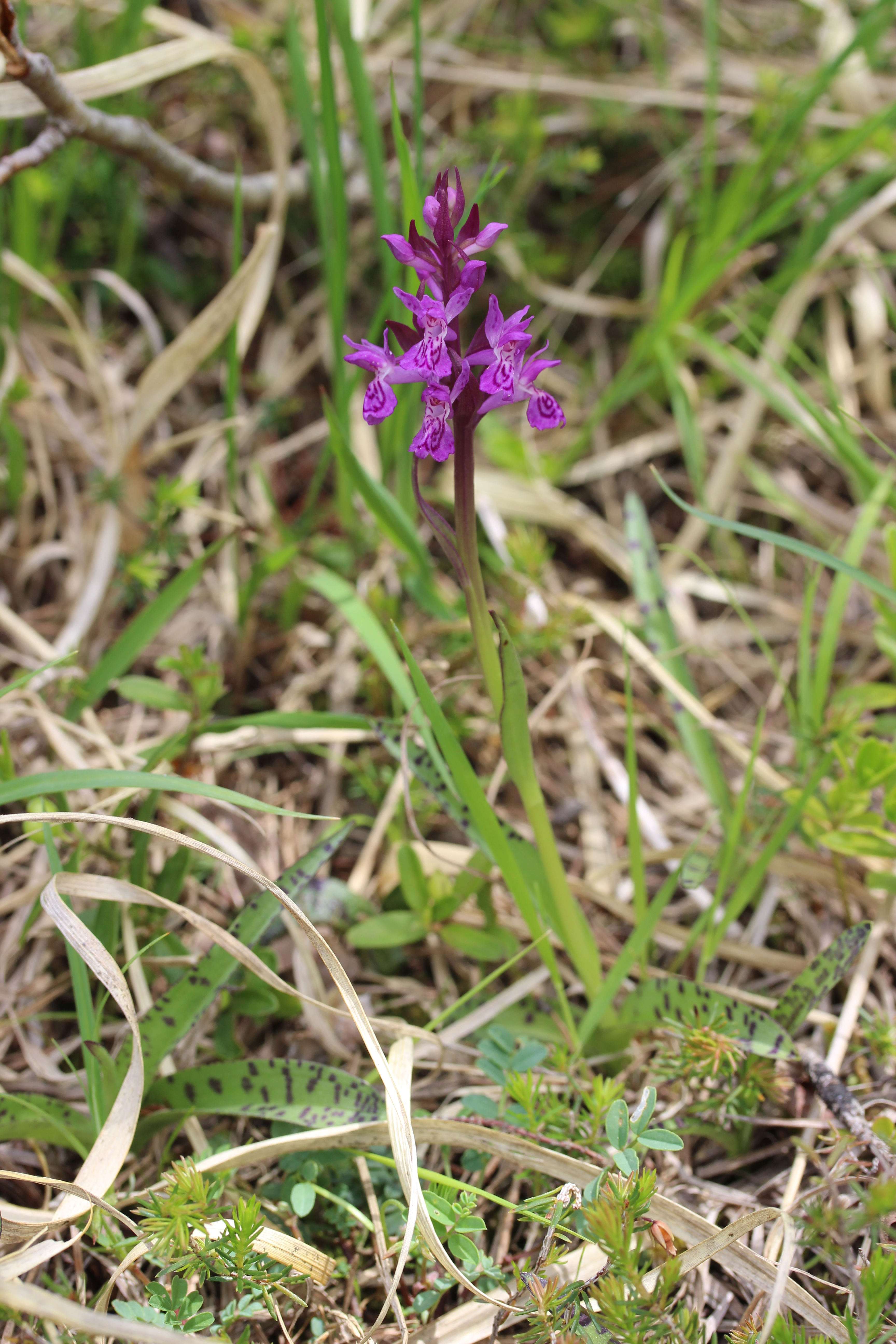
Habitusa
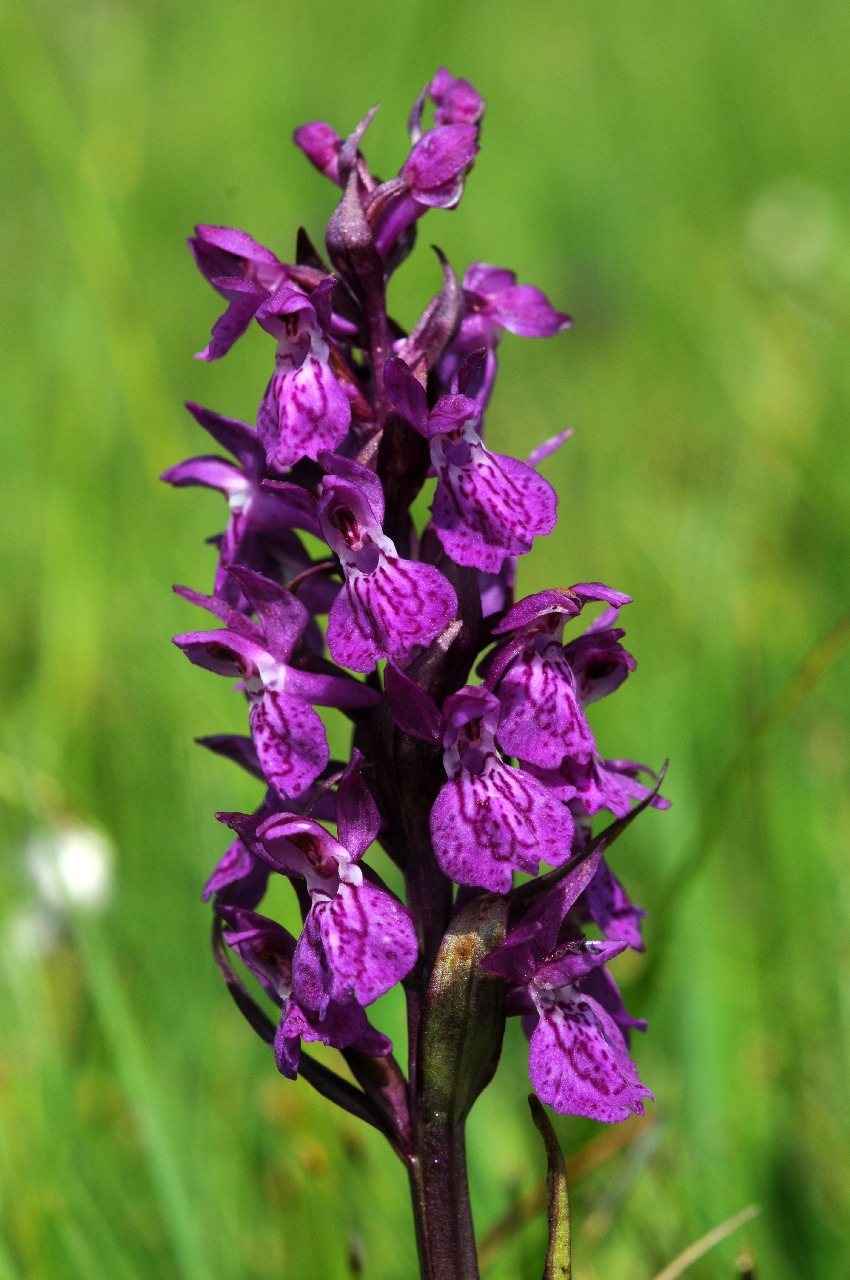
Virágzata
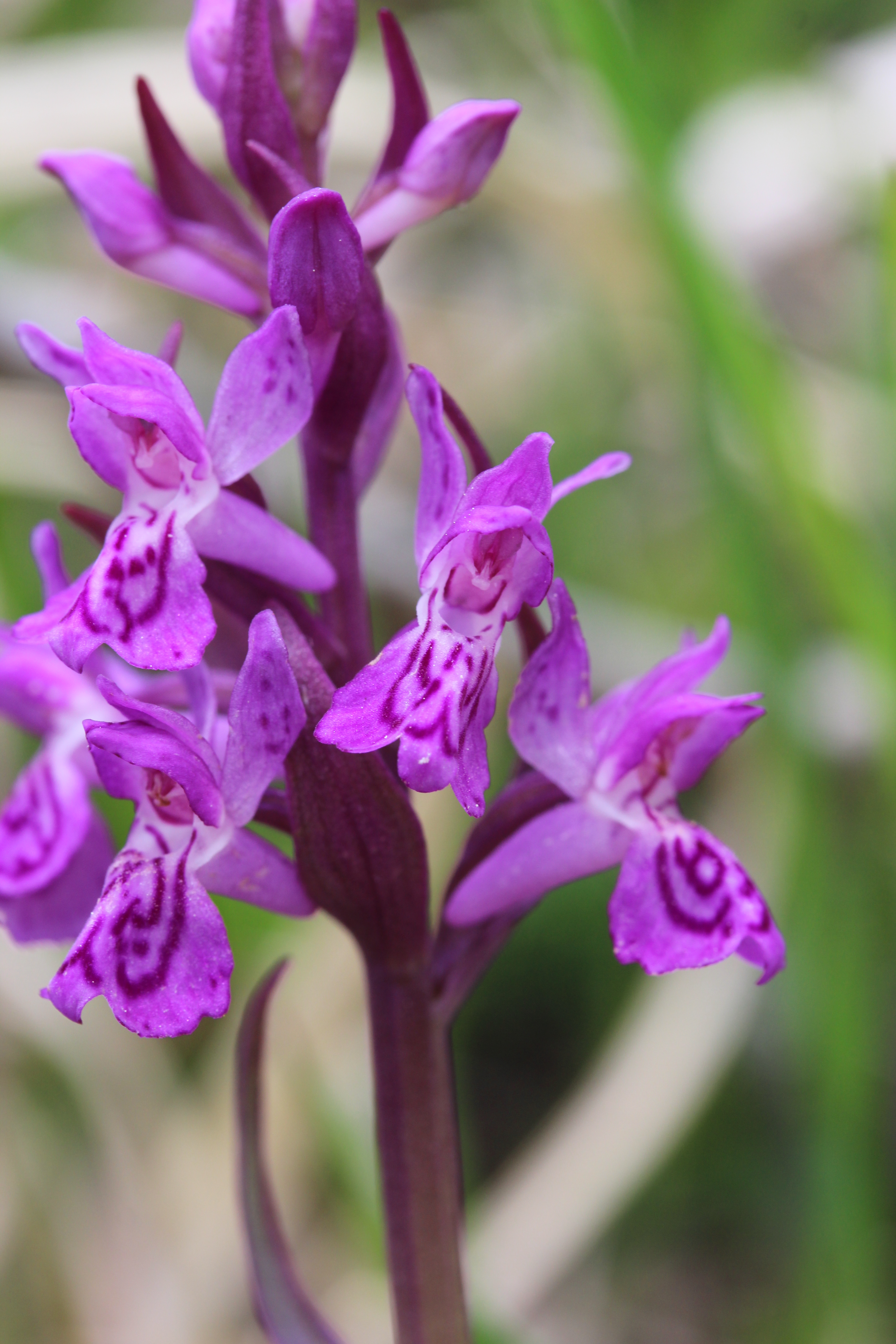
Virága
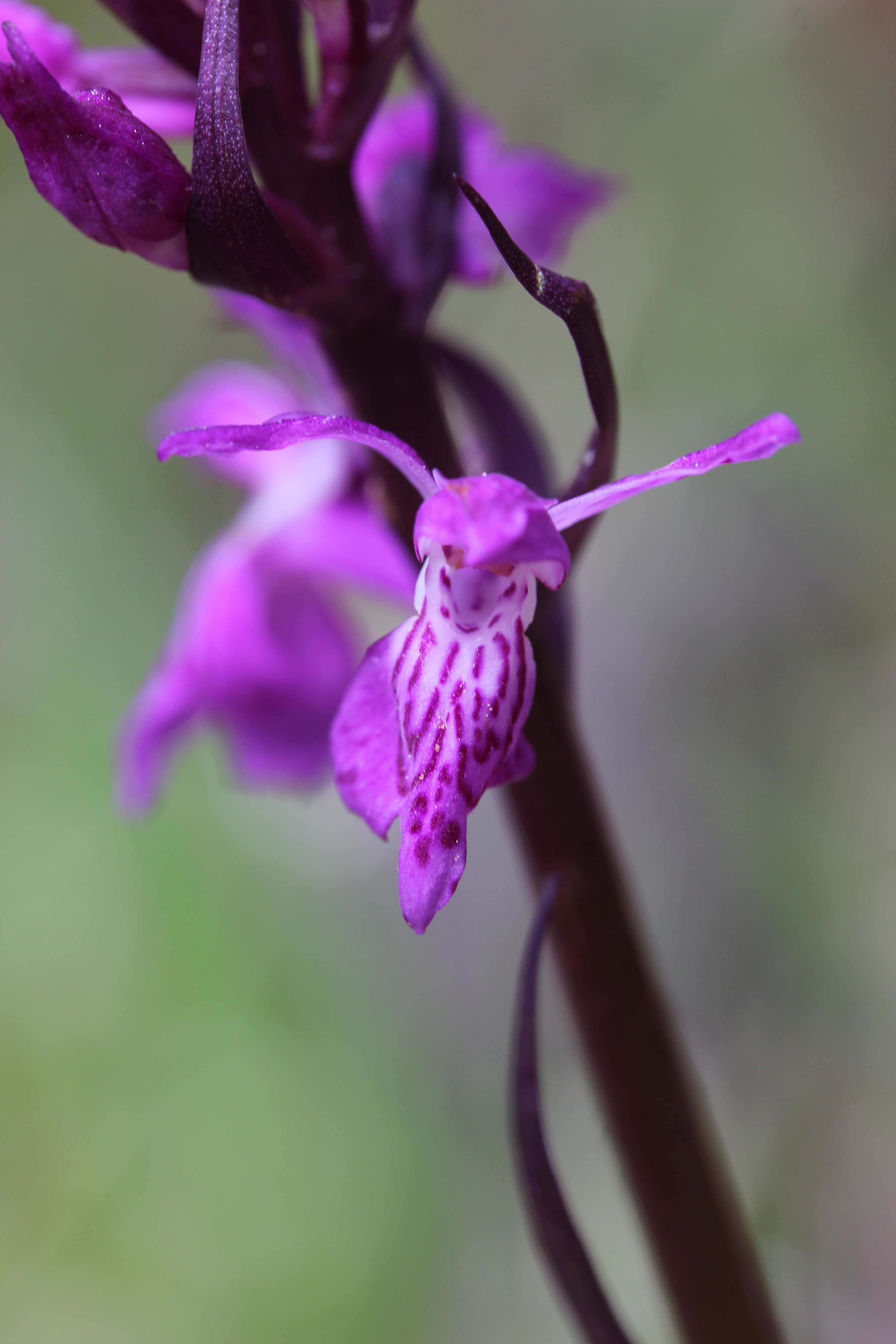
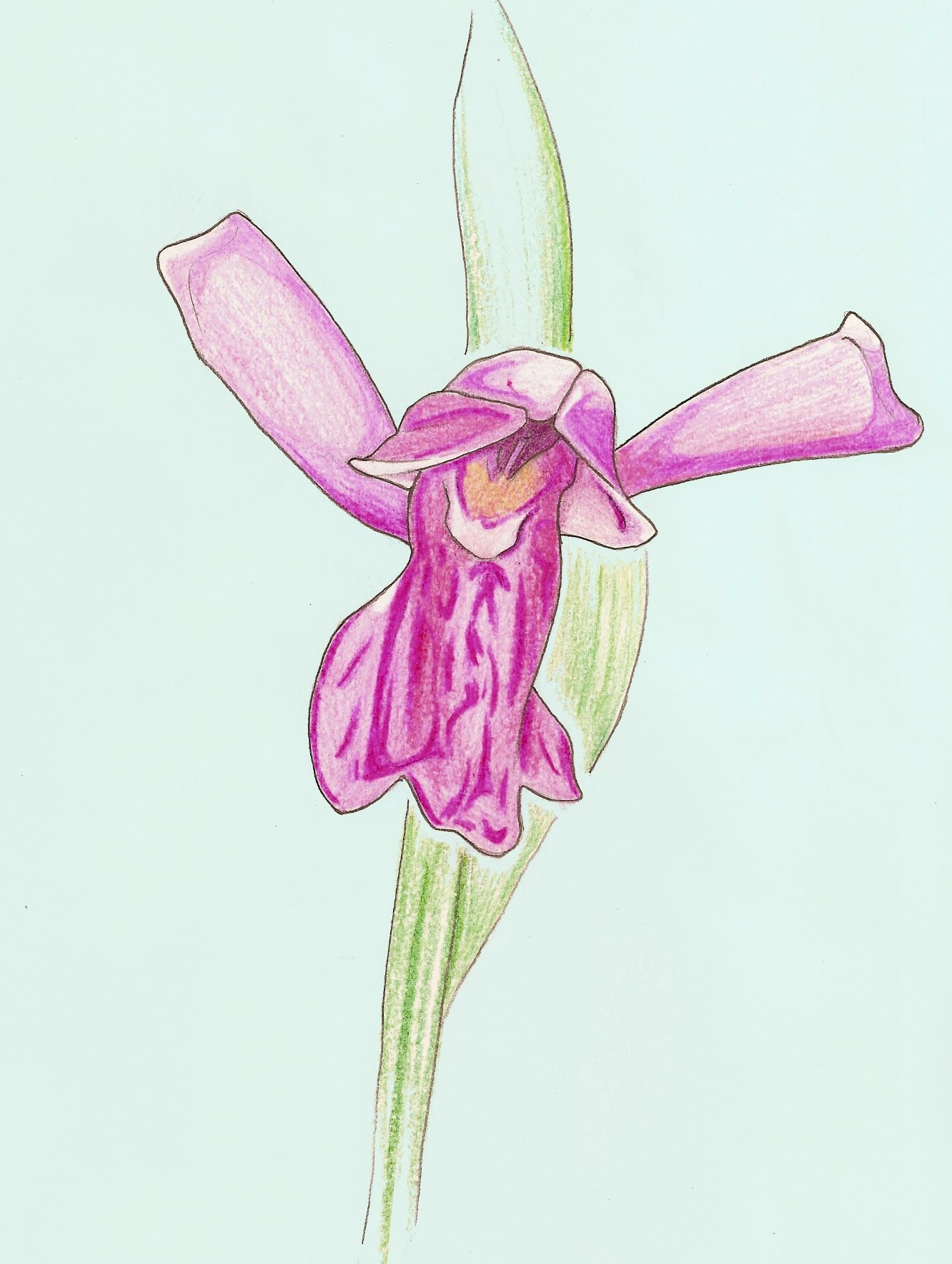